# 24 Vulpeculae
24 Vulpeculae, som är stjärnans Flamsteed-beteckning, är en ensam stjärna belägen i den mellersta delen av stjärnbilden Räven. Den har en skenbar magnitud på ca 5,30 och är svagt synlig för blotta ögat där ljusföroreningar ej förekommer. Baserat på parallaxmätning inom Hipparcosuppdraget på ca 7,5 mas, beräknas den befinna sig på ett avstånd på ca 440 ljusår (ca 134 parsek) från solen. Den rör sig bort från solen med en heliocentrisk radialhastighet av ca 15 km/s.

## Egenskaper
24 Vulpeculae är en gul till vit jättestjärna av spektralklass G8 III, som har förbrukat förrådet av väte i dess kärna och utvecklats bort från huvudserien. Den ingår nu i röda klumpen och befinner sig på horisontella jättegrenen och genererar energi genom termonukleär fusion av helium i dess kärna. Den har en massa som är ca 3,4 solmassor, en radie som, baserat på en interferometrimätt vinkeldiameter av 1,08 ± 0,02 mas, är ca 16 solradier och utsänder ca 191 gånger mera energi än solen från dess fotosfär vid en effektiv temperatur på ca 5 000 K. Stjärnan är med 99,4 procent sannolikhet källa till röntgenstrålning som observerats från dess position.